# Episothalma subaurata
Episothalma subaurata är en fjärilsart som beskrevs av W. Warren 1899. Episothalma subaurata ingår i släktet Episothalma och familjen mätare. Inga underarter finns listade i Catalogue of Life.